# Engrenages/Episodenliste
Diese Episodenliste enthält alle Episoden der französischen Fernsehserie Engrenages, sortiert nach der französischen Erstausstrahlung. Die Fernsehserie umfasst derzeit acht Staffeln mit 86 Episoden.

## Übersicht
| Staffel | Episodenanzahl | Erstausstrahlung Frankreich | Erstausstrahlung Frankreich | Deutschsprachige Erstausstrahlung | Deutschsprachige Erstausstrahlung |
| Staffel | Episodenanzahl | Staffelpremiere             | Staffelfinale               | Staffelpremiere                   | Staffelfinale                     |
| ------- | -------------- | --------------------------- | --------------------------- | --------------------------------- | --------------------------------- |
| 1       | 8              | 13. Dezember 2005           | 3. Januar 2006              |                                   |                                   |
| 2       | 8              | 12. Mai 2008                | 2. Juni 2008                |                                   |                                   |
| 3       | 12             | 3. Mai 2010                 | 7. Juni 2010                |                                   |                                   |
| 4       | 12             | 3. September 2012           | 8. Oktober 2012             |                                   |                                   |
| 5       | 12             | 10. November 2014           | 15. Dezember 2014           |                                   |                                   |
| 6       | 12             |                             |                             |                                   |                                   |
| 7       | 12             |                             |                             |                                   |                                   |
| 8       | 10             |                             |                             |                                   |                                   |

## Staffel 1
| Nr. (ges.) | Nr. (St.) | Deutscher Titel      | Originaltitel | Erstausstrahlung Frankreich | Deutschsprachige Erstausstrahlung (-) | Regie                                                                | Drehbuch |
| ---------- | --------- | -------------------- | ------------- | --------------------------- | ------------------------------------- | -------------------------------------------------------------------- | -------- |
| 1          | 1         | Leiche ohne Gesicht  | Episode 1     | 13. Dez. 2005               | Philippe Triboit                      | Guy-Patrick Sainderichin                                             |          |
| 2          | 2         | Erpressung           | Episode 2     | 13. Dez. 2005               | Philippe Triboit                      | Guy-Patrick Sainderichin Laurence Diaz Martin Garonne                |          |
| 3          | 3         | Leiche im Kamin      | Episode 3     | 20. Dez. 2005               | Philippe Triboit                      | Guy-Patrick Sainderichin Laurent Burtin Martin Garonne Laurence Diaz |          |
| 4          | 4         | Arroganz der Macht   | Episode 4     | 20. Dez. 2005               | Philippe Triboit                      | Guy-Patrick Sainderichin Laurent Burtin Martin Garonne Laurence Diaz |          |
| 5          | 5         | Schuldig ohne Strafe | Episode 5     | 27. Dez. 2005               | Pascal Chaumeil                       | Guy-Patrick Sainderichin Paul Berthier Laurence Diaz                 |          |
| 6          | 6         | Gilou sieht rot      | Episode 6     | 27. Dez. 2005               | Pascal Chaumeil                       | Guy-Patrick Sainderichin Paul Berthier Laurence Diaz                 |          |
| 7          | 7         | Auftragsmord         | Episode 7     | 3. Jan. 2006                | Pascal Chaumeil                       | Guy-Patrick Sainderichin Laurence Diaz Alexandra Clert               |          |
| 8          | 8         | Der gefällige Wolf   | Episode 8     | 3. Jan. 2006                | Pascal Chaumeil                       | Guy-Patrick Sainderichin Laurence Diaz                               |          |

## Staffel 2
| Nr. (ges.) | Nr. (St.) | Deutscher Titel    | Originaltitel | Erstausstrahlung Frankreich | Deutschsprachige Erstausstrahlung (–) | Regie                                                            | Drehbuch |
| ---------- | --------- | ------------------ | ------------- | --------------------------- | ------------------------------------- | ---------------------------------------------------------------- | -------- |
| 9          | 1         | Die Autoleiche     | Episode 1     | 12. Mai 2008                | Gilles Bannier                        | Virginie Brac Eric de Barahir                                    |          |
| 10         | 2         | Gemeinsame Sache   | Episode 2     | 12. Mai 2008                | Gilles Bannier                        | Virginie Brac Eric de Barahir                                    |          |
| 11         | 3         | Gegenobservation   | Episode 3     | 19. Mai 2008                | Gilles Bannier                        | Virginie Brac Eric de Barahir                                    |          |
| 12         | 4         | Die Brüder Larbi   | Episode 4     | 19. Mai 2008                | Gilles Bannier                        | Virginie Brac Gérard Carré Lionel Onenga Eric de Barahir         |          |
| 13         | 5         | Der neue Mann      | Episode 5     | 26. Mai 2008                | Philippe Venault                      | Virginie Brac Gérard Carré Lionel Onenga Eric de Barahir         |          |
| 14         | 6         | Gefährliche Bilder | Episode 6     | 26. Mai 2008                | Philippe Venault                      | Virginie Brac Eric de Barahir                                    |          |
| 15         | 7         | Dreifaches Spiel   | Episode 7     | 2. Juni 2008                | Philippe Triboit                      | Virginie Brac Didier Le Pêcheur Philippe Triboit Eric de Barahir |          |
| 16         | 8         | Grenzerfahrung     | Episode 8     | 2. Juni 2008                | Philippe Triboit                      | Virginie Brac Didier Le Pêcheur Eric de Barahir                  |          |

## Staffel 3
| Nr. (ges.) | Nr. (St.) | Deutscher Titel | Originaltitel | Erstausstrahlung Frankreich | Deutschsprachige Erstausstrahlung (–) | Regie                                       | Drehbuch |
| ---------- | --------- | --------------- | ------------- | --------------------------- | ------------------------------------- | ------------------------------------------- | -------- |
| 17         | 1         | –               | Episode 1     | 3. Mai 2010                 | Manuel Boursinhac                     | Anne Landois Eric de Barahir Simon Jablonka |          |
| 18         | 2         | –               | Episode 2     | 3. Mai 2010                 | Manuel Boursinhac                     | Anne Landois Eric de Barahir Simon Jablonka |          |
| 19         | 3         | –               | Episode 3     | 10. Mai 2010                | Manuel Boursinhac                     | Anne Landois Eric de Barahir Simon Jablonka |          |
| 20         | 4         | –               | Episode 4     | 10. Mai 2010                | Manuel Boursinhac                     | Anne Landois Eric de Barahir Simon Jablonka |          |
| 21         | 5         | –               | Episode 5     | 17. Mai 2010                | Manuel Boursinhac                     | Anne Landois Eric de Barahir Simon Jablonka |          |
| 22         | 6         | –               | Episode 6     | 17. Mai 2010                | Manuel Boursinhac                     | Anne Landois Eric de Barahir Simon Jablonka |          |
| 23         | 7         | –               | Episode 7     | 24. Mai 2010                | Jean-Marc Brondolo                    | Anne Landois Eric de Barahir Simon Jablonka |          |
| 24         | 8         | –               | Episode 8     | 24. Mai 2010                | Jean-Marc Brondolo                    | Anne Landois Eric de Barahir Simon Jablonka |          |
| 25         | 9         | –               | Episode 9     | 31. Mai 2010                | Jean-Marc Brondolo                    | Anne Landois Eric de Barahir Simon Jablonka |          |
| 26         | 10        | –               | Episode 10    | 31. Mai 2010                | Jean-Marc Brondolo                    | Anne Landois Eric de Barahir Simon Jablonka |          |
| 27         | 11        | –               | Episode 11    | 7. Juni 2010                | Jean-Marc Brondolo                    | Anne Landois Eric de Barahir Simon Jablonka |          |
| 28         | 12        | –               | Episode 12    | 7. Juni 2010                | Jean-Marc Brondolo                    | Anne Landois Eric de Barahir Simon Jablonka |          |

## Staffel 4
| Nr. (ges.) | Nr. (St.) | Deutscher Titel | Originaltitel | Erstausstrahlung Frankreich | Deutschsprachige Erstausstrahlung (–) | Regie                        | Drehbuch |
| ---------- | --------- | --------------- | ------------- | --------------------------- | ------------------------------------- | ---------------------------- | -------- |
| 29         | 1         | –               | Episode 1     | 3. Sep. 2012                | Jean-Marc Brondolo                    | Anne Landois Eric de Barahir |          |
| 30         | 2         | –               | Episode 2     | 3. Sep. 2012                | Jean-Marc Brondolo                    | Anne Landois Eric de Barahir |          |
| 31         | 3         | –               | Episode 3     | 10. Sep. 2012               | Jean-Marc Brondolo                    | Anne Landois Eric de Barahir |          |
| 32         | 4         | –               | Episode 4     | 10. Sep. 2012               | Jean-Marc Brondolo                    | Anne Landois Eric de Barahir |          |
| 33         | 5         | –               | Episode 5     | 17. Sep. 2012               | Jean-Marc Brondolo                    | Anne Landois Eric de Barahir |          |
| 34         | 6         | –               | Episode 6     | 17. Sep. 2012               | Jean-Marc Brondolo                    | Anne Landois Eric de Barahir |          |
| 35         | 7         | –               | Episode 7     | 24. Sep. 2012               | Virginie Sauveur                      | Anne Landois Eric de Barahir |          |
| 36         | 8         | –               | Episode 8     | 24. Sep. 2012               | Virginie Sauveur                      | Anne Landois Eric de Barahir |          |
| 37         | 9         | –               | Episode 9     | 1. Okt. 2012                | Virginie Sauveur                      | Anne Landois Eric de Barahir |          |
| 38         | 10        | –               | Episode 10    | 1. Okt. 2012                | Virginie Sauveur                      | Anne Landois Eric de Barahir |          |
| 39         | 11        | –               | Episode 11    | 8. Okt. 2012                | Manuel Boursinhac                     | Anne Landois Eric de Barahir |          |
| 40         | 12        | –               | Episode 12    | 8. Okt. 2012                | Manuel Boursinhac                     | Anne Landois Eric de Barahir |          |

## Staffel 5
| Nr. (ges.) | Nr. (St.) | Deutscher Titel | Originaltitel | Erstausstrahlung Frankreich | Deutschsprachige Erstausstrahlung (–) | Regie                       | Drehbuch |
| ---------- | --------- | --------------- | ------------- | --------------------------- | ------------------------------------- | --------------------------- | -------- |
| 41         | 1         | –               | Episode 1     | 10. Nov. 2014               | Frédéric Jardin                       | Anne Landois Simon Jablonka |          |
| 42         | 2         | –               | Episode 2     | 10. Nov. 2014               | Frédéric Jardin                       | Anne Landois Simon Jablonka |          |
| 43         | 3         | –               | Episode 3     | 17. Nov. 2014               | Frédéric Jardin                       | Anne Landois Simon Jablonka |          |
| 44         | 4         | –               | Episode 4     | 17. Nov. 2014               | Frédéric Jardin                       | Anne Landois Simon Jablonka |          |
| 45         | 5         | –               | Episode 5     | 24. Nov. 2014               | Frédéric Jardin                       | Anne Landois Simon Jablonka |          |
| 46         | 6         | –               | Episode 6     | 24. Nov. 2014               | Frédéric Jardin                       | Anne Landois Simon Jablonka |          |
| 47         | 7         | –               | Episode 7     | 1. Dez. 2014                | Frédéric Balekdjian                   | Anne Landois Simon Jablonka |          |
| 48         | 8         | –               | Episode 8     | 1. Dez. 2014                | Frédéric Balekdjian                   | Anne Landois Simon Jablonka |          |
| 49         | 9         | –               | Episode 9     | 8. Dez. 2014                | Frédéric Balekdjian                   | Anne Landois Simon Jablonka |          |
| 50         | 10        | –               | Episode 10    | 8. Dez. 2014                | Frédéric Balekdjian                   | Anne Landois Simon Jablonka |          |
| 51         | 11        | –               | Episode 11    | 15. Dez. 2014               | Nicolas Guicheteau                    | Anne Landois Simon Jablonka |          |
| 52         | 12        | –               | Episode 12    | 15. Dez. 2014               | Nicolas Guicheteau                    | Anne Landois Simon Jablonka |          |